# 에피폰

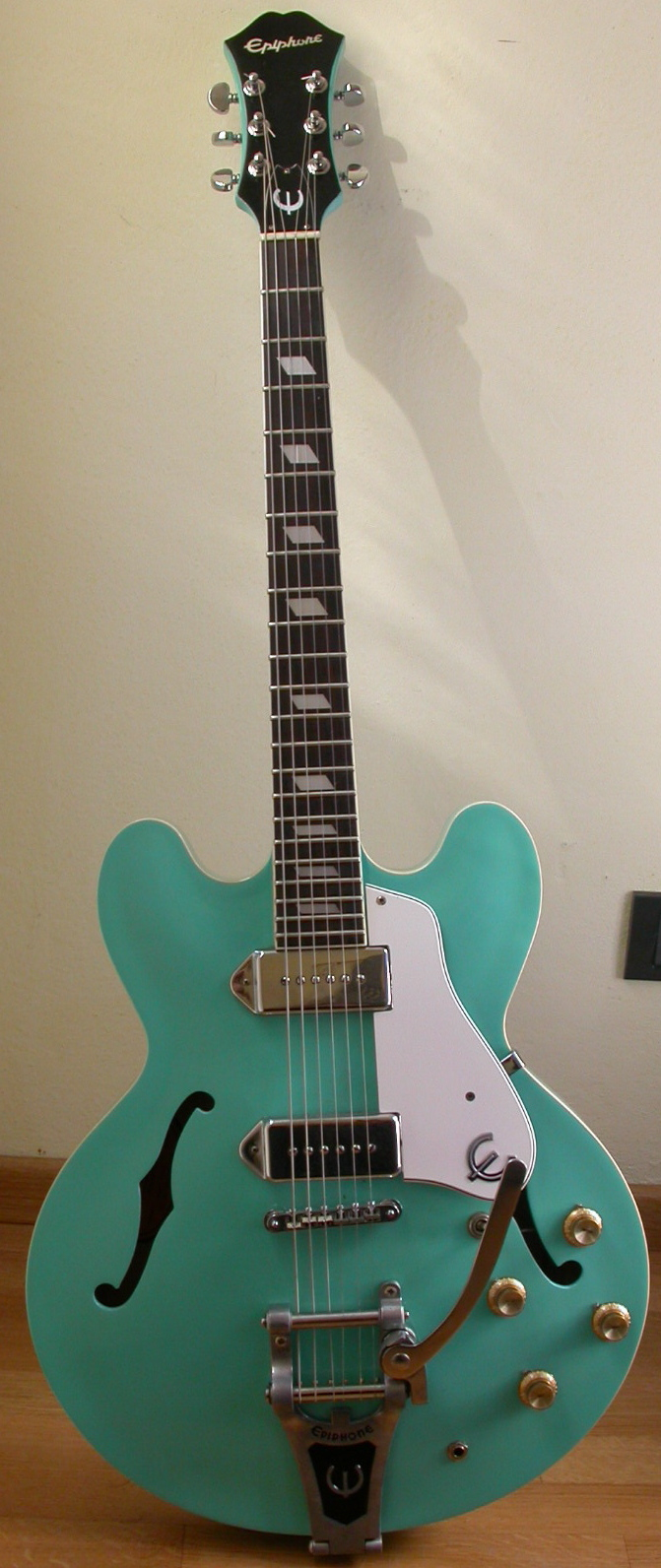

에피폰(Epiphone)은 1873년에 만들어진 기타 제조 회사이다.
하지만 경영난으로 깁슨의 하위 업체가 되었다. 유명한 전기 기타로는 에피폰 레스폴 스탠다드, 에피폰 닷, 에피폰 리비에라, 에피폰 카지노, 에피폰 쉐라톤(II), 에피폰 크레스트우드 등이 있다.